# João Alphonsus
João Alphonsus, eigentlich João Alphonsus de Guimaraens (* 6. April 1901 in Conceição do Mato Dentro, Minas Gerais; † 24. Mai 1944 in Belo Horizonte) war ein brasilianischer Jurist, Journalist und Schriftsteller.

## Leben
Alphonsus entstammte einer Einwandererfamilie, seine Großeltern kamen aus Portugal. Er ist der dritte Sohn des Schriftstellers Alphonsus de Guimaraens und hatte noch 13 Geschwister.
Nach der Schulzeit in seiner Heimatstadt ging er zum Studium nach Mariana (Minas Gervais). Später wechselte Alphonsus nach Belo Horizonte und konnte dort sein Studium der Rechtswissenschaft erfolgreich abschließen. Im Anschluss daran bekam er eine Anstellung bei der dortigen Generalstaatsanwaltschaft und begann dort seine Karriere.
Alphonsus heiratete in Belo Horizonte Esmeralda Vianna und hatte mit ihr drei Kinder: João, Liliana und Fernão. Neben seinem Brotberuf als Jurist begann er nebenbei mit ersten literarischen Versuchen und konnte 1918 erstmals einige Gedichte in der Zeitschrift Fon-Fon veröffentlichen. Um für eigene Texte die Möglichkeiten der Veröffentlichung zu verbessern, gründete Alphonsus zusammen mit seinem Kollegen Antônio Mendes 1925 die Literaturzeitschrift Verde.
Mit 43 Jahren starb João Alphonsus in Belo Horizonte und fand dort auch seine letzte Ruhestätte.

## Ehrungen
- 1934 Prêmio Machado de Assis für seinen Roman Totônio Pacheco
- 1938 Prêmio Academia Brasileiro de Letras für seinen Roman Rola-Moça

## Werke (Auswahl)
Erzählungen
- Galinha cega. 1931.
- Pesca da Belaia. 1942.
- Eis a noite! 1943.

Romane
- Totônio Pacheco. 1934.
- Rola-Moça. 1938.